# Mimmo Jodice
Domenico Jodice, detto Mimmo (Napoli, 29 marzo 1934), è un fotografo italiano.

## Biografia
Nato nel Rione Sanità, si avvicina alla fotografia negli anni '50.
Negli anni '60 le prime esposizioni con Lucio Amelio e le collaborazioni con, tra gli altri, Andy Warhol, Sol LeWitt, Joseph Beuys, Michelangelo Pistoletto, Jannis Kounellis, Alberto Burri. Dal 1970 al 1994 ha insegnato fotografia all'Accademia di belle arti di Napoli. Nel 1970 la sua prima mostra nazionale Nudi dentro cartelle ermetiche alla galleria il Diaframma di Milano, con presentazione di Cesare Zavattini.
Negli anni successivi si susseguono le mostre personali nei musei di tutto il mondo: Philadelphia Museum of Art 1995; Maison Européenne de la Photographie 1998; Museo di Capodimonte 1998; Galleria nazionale d'arte moderna e contemporanea 2000; Massachusetts College of Art and Design 2001; Moscow House of Photography 2004; Museu de Arte de São Paulo 2004; MART 2004; Bassano Fotografia 2013. Nel 2001 la Galleria d'Arte Moderna di Torino gli ha dedicato un'esauriente Retrospettiva 1965/2000. Nel 2003 è il primo fotografo a ricevere il Premio "Antonio Feltrinelli" dell'Accademia nazionale dei Lincei. Nel 2006 l'Università Federico II gli conferisce la Laurea Honoris Causa in Architettura. Nel 2007 espone alla Fondazione Forma di Milano l'importante retrospettiva "Perdersi a guardare - Trenta anni di fotografia in Italia" che verrà poi esposta l'anno successivo ad Arles e di cui l'Editore Contrasto pubblica il libro omonimo in italiano, inglese e francese. Il museo d'arte contemporanea di Napoli (MADRE) nel 2016 decide di dedicare una grande retrospettiva sul lavoro del fotografo.
È padre del fotografo e artista Francesco Jodice.

## Opere principali
- Chi è devoto: feste popolari in Campania con testi di Roberto De Simone e prefazione di Carlo Levi, Napoli, Edizioni scientifiche italiane, 1974
- Vedute di Napoli, introduzione di Giuseppe Galasso, Milano, G. Mazzotta, 1980
- Teatralità quotidiana a Napoli, Napoli, Guida, 1982
- La città invisibile: nuove vedute di Napoli, Napoli, Electa Napoli, 1990
- Tempo interiore, Milano, F. Motta, 1993
- Avanguardie a Napoli. Dalla contestazione al riflusso, Milano, Motta, 1996, ISBN 88-717-9115-0
- Paris: city of light, Paris, Maison Europeenne de la Photographie, 1998
- Isolario mediterraneo, Milano, F. Motta, 2000
- Inlands: visions of Boston, Torino, Skira, 2001
- Negli anni settanta, Milano, Baldini & Castoldi, 2001
- Gli iconemi: storia e memoria del paesaggio, Milano, Electa, 2001
- La terra di Archimede, con testi di Vincenzo Consolo e altri, Palermo, Sellerio, 2001
- Mimmo Jodice : mer : [exposition 15 janvier-22 février 2003] Paris, Galerie Baudoin Lebon, 2003.
- Mimmo Jodice dalla collezione Cotroneo, Milano, Skira, 2004
- Sao Paulo, Milano, Skira, 2004
- Segmenti mediterranei, con un saggio di Pedrag Matvejevic, Crotone, Seriart, 2006
- Città visibili = visible cities, Milano, Charta, 2006
- Perdersi a guardare, Roma, Contrasto, 2007
- Roma, Milano, Johan & Levi, 2008
- Naples intime, Cinisello Balsamo, Silvana, 2010